# Krosno (Lidzbark)
Pour les articles homonymes, voir Krosno (homonymie).
Krosno est un village polonais de la voïvodie de Varmie-Mazurie, dans le powiat de Lidzbark.

## Église

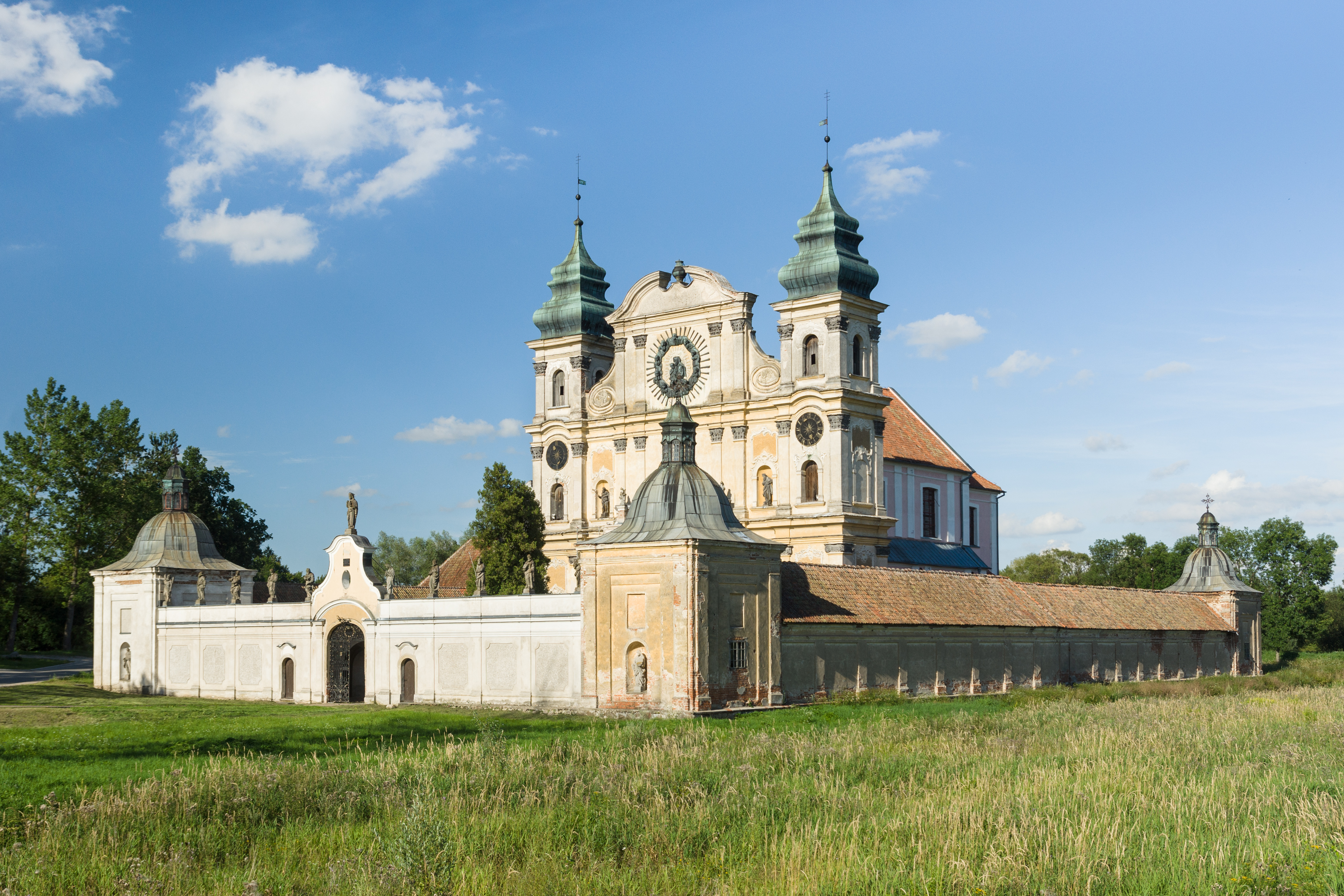
L'église de la visitation de Krosno.

Les préparatifs pour la construction de l'église commencent en 1709, et l'église est construite entre 1715 et 1720. L'église de la Visitation de la Vierge Marie est consacrée le 8 septembre 1720. La décoration de la façade de l'église par l'atelier de Christoph Perwanger est achevée vers 1760. Au-dessus du portail se trouve la scène de la Visitation, également en stuc. Dans les niches de la façade se trouvent les statues des quatre Pères de l'Église et des saints Pierre et Paul, réalisées par Andrzej Schmidt de Reszel.
La disposition intérieure de l'église est similaire à celle de l'église Saints-Pierre-et-Paul de Cracovie (le type Il Gesu y est mis en œuvre pour la première fois en Pologne par les Jésuites). Contrairement à l'église jésuite de Cracovie, qui possède un corps à nef unique avec des rangées de chapelles latérales, l'église de Krosno possède six niches (emplacements pour les autels), trois de chaque côté de la nef. La partie orientale de l'église comporte un chœur, plus étroit que la nef, avec deux sacristies au nord et au sud. La nef est divisée en trois travées et une quatrième plus étroite à l'ouest, abritant le chœur de musique.